# Список білоруських мультфільмів
Перелік білоруських мультфільмів прийнято вести з 1973 року. Адже роком народження білоруської анімації вважається 1971 рік, коли офіційно появилась анімаційна студія при кіностудії «Білорусьфільм».
Але ще півстоліття до того, були проби білоруської анімації, які згодом і припинилися.
Після проголошення незалежності Білоруської республіки (в 1991 році) почалася нова ера білоруського мультфільму.

## Список мультфільмів
Намальовані
      Пластилінові
      Пісочні
      Компютерні
      Комбіновані
| № | Назва (українською та оригінал), тривалість                                 | Назва (українською та оригінал), тривалість | Рік виходу, № IMD, Студія | Режисер, авторська група                               | Тип, епізоди з мультфільму (посилання)                          | Примітки                          | Світлина |
| - | --------------------------------------------------------------------------- | ------------------------------------------- | --- | ------------------------------------------------------ | --------------------------------------------------------------- | --------------------------------- | -------- |
| 1 | «Жовтень і буржуазний світ» (рос. «Октябрь і буржуазный мир»)               | 1927 «Бєлгоскіно» IMD                       | В. Голиков | соціально-класовий, пропагандистсько-злободенний фільм | стрічка відзнята в Ленінграді                                   | фільм не зберігся і постера немає |          |
| 1 | «Бунт зубів» (рос. «Бунт зубов»)                                            | 1928 «Бєлгоскіно» IMD                       | В. Голиков | соціально-класовий, пропагандистсько-злободенний фільм | стрічка відзнята в Ленінграді                                   | фільм не зберігся і постера немає |          |
| 1 | «Живі будинки (спір між будинками)» (рос. «Живые дома (спор между домами)») | 1928 «Бєлгоскіно» IMD                       | В. Голиков | соціально-класовий, пропагандистсько-злободенний фільм | стрічка відзнята в Ленінграді                                   | фільм не зберігся і постера немає |          |
| 1 | «Відмітка часу» (рос. «Печать времени»)                                     | 1932 «Бєлгоскіно» IMD                       | В. Голиков | соціально-класовий, пропагандистсько-злободенний фільм | стрічка відзнята в Ленінграді                                   | фільм не зберігся і постера немає |          |
| 1 | «Невдаха» (рос. «Неудачник»)                                                | 1972 «Білорусьфільм» IMD                    | В. Голиков | ляльковий фільм                                        | Перший білоруський мультфільм на власній білоруській кіностудії |                                   |          |
| 1 | «Вася Бублик і його друзі» (рос. «Вася Буслик и его друзья»)                | 1973 «Білорусьфільм» IMD                    | В. Голиков | соціально-класовий, пропагандистсько-злободенний фільм |                                                                 | фільм не зберігся і постера немає |          |
| 1 | «Оленчине курчатко» (рос. «Алёнкин цыплёнок»)                               | 1974 «Білорусьфільм» IMD                    | В. Голіков | дитячий мультфільм                                     |                                                                 | фільм не зберігся і постера немає |          |
| 1 | «Квака-задавака» (рос. «Квака-задавака»), 9 хв. 40 сек                      | 1975 «Білорусьфільм» IMD                    | В. Голіков, Е. Коляденко А. Шавня, Композитор Едуард Ханок, Мультиплікатори А. Сафронов, Ф. Елдинов, І. Давидов, В. Шевченко, Оператор О. Шкляревский | музично-анімаційна стрічка                             |                                                                 |                                   |          |

1. 1975 — Тимко та Дімка
2. 1976 — Косар-богатир
3. 1977 — Листопадничок
4. 1977 — Міловиця
5. 1978 — Дудка-веселушка
6. 1978 — Він прилітав лише одного разу
7. 1978 — Світлячок та росинка
8. 1979 — Вам старт
9. 1979 — Не боюсь тебе, мороз!
10. 1979 — Тихе болото
11. 1980 — Нестерка
12. 1980 — Самітник та троянда
13. 1980 — Казка про веселого клоуна
14. 1981 — Кошеня Філя і...
15. 1981 — Про кота, Васю і мисливську катавасію
16. 1981 — Труба
17. 1982 — Динозаврик
18. 1982 — Куди пропав місяць?
19. 1982 — Лисиця, ведмідь та мужик
20. 1982 — Пісня про зубра
21. 1982 — про Єгора, про ворону...
22. 1983 — Дід і журавель
23. 1983 — Як Василь господарював
24. 1983 — Непосида
25. 1984 — Глиняна Авдотка
26. 1984 — Не шарудіти!
27. 1984 — Микита
28. 1984 — Пінчер Боб і сім дзвіночків
29. 1984 — Хліб
30. 1985 — Ковбойські ігри
31. 1985 — На зорі у дворі
32. 1985 — Ти мене не бійся
33. 1985 — Це слон
34. 1986 — Як дід за дощем ходив
35. 1986 — Каприччіо
36. 1986 — Чаклунське колесо
37. 1986 — Хто?
38. 1986 — Лафертівська маковниця
39. 1986 — Політ в країну чудовиськ — мультиплікат до фільму
40. 1986 — Останній приліт марсіан
41. 1986 — Казки-небилиці діда Єгора
42. 1987 — Ладья відчаю
43. 1987 — Хлопчик та промінчик
44. 1987 — Обережно! Карасі!
45. 1987 — Притча про Гассане
46. 1987 — Крізь сірий камінь
47. 1988 — Куб
48. 1988 — Марафон
49. 1988 — Просвітлена ніч
50. 1988 — Сновидіння пізньої осені
51. 1988 — Кроки (альманах: 1. Втікач, 2. Завжди, 3. Риса)
52. 1989 — Ілюзіон
53. 1989 — Як лисиця вовка судила
54. 1989 — Кончерто Гроссо
55. 1989 — Меч
56. 1989 — Моя мама чарівниця
57. 1989 — Вночі в театрі
58. 1990 — Лабіринт 1
59. 1990 — Не убий. Шоста заповідь Мойсея
60. 1990 — Дуже старий чоловік з величезними крилами
61. 1990 — Покатигорошок
62. 1991 — Здійміться, соколи, орлами (інша назва Фантазії Сидорова)
63. 1991 — Про лицаря, який нічого не боявся
64. 1992 — Кому чорт дітей колише
65. 1992 — Лабіринт 2
66. 1992 — Родич лева
67. 1992 — Сіра конячка
68. 1992 — Сни
69. 1993 — Місяць
70. 1993 — Чудовисько (інша назва Хапун)
71. 1994 — Хай живе свобода!
72. 1994 — Реактивне порося
73. 1994 — Святкові оповідання (1. Різдвяне, 2. Заметіль)
74. 1994 — Казка про дурне курча
75. 1994 — Скерцо
76. 1995 — Біле ікло
77. 1995 — Про тигреня
78. 1995 — Реактивне порося 2
79. 1996 — Балада про три апельсини
80. 1996 — Дівчинка з сірниками
81. 1996 — Жило-було дерево
82. 1996 — Про любов
83. 1996 — Казки лісу
84. 1996 — З днем народження
85. 1997 — Лишенько моє
86. 1997 — Золотий листок
87. 1997 — Казка про синю свитку
88. 1997 — Чого на світі не буває
89. 1998 — Осінь
90. 1998 — Пастораль
91. 1998 — Терем-теремок
92. 1999 — Зимівля звірів
93. 1999 — Двері
94. 1999 — Йорж та горобець
95. 1999 — Сова
96. 1999 — Дивовижна вечеря в різдвяний святвечір
97. 1999 — Фантазерка
98. 2000 — Притча про Різдво
99. 2001 — Музикант-чарівник
100. 2001 — Переоцінка цінностей
101. 2001 — Черепаха, яка змусила себе поважати
102. 2001 — Яма, танці, чотири струни
103. 2002 — Пісенька для канарки
104. 2002 — Пригоди реактивного порося. Пригода перша. Як швидше підрости
105. 2002 — Сестра та брат
106. 2003 — Бігло мишеня по траві
107. 2003 — Нестерка 1. Як Нестерка скарб знайшов
108. 2004 — Як служив же я у пана
109. 2004 — Легенда про леді Годиву
110. 2004 — Пригоди реактивного порося. Пригода друга. Як полагодити небо
111. 2005 — Нестерка 2. Як Нестерка на кірмаш збирався
112. 2005 — Пригоди реактивного порося. Пригода третя. Як грати в книгу
113. 2006 — Чарівна крамниця
114. 2006 — Золоті підкови
115. 2006 — Хлопчик з пальчик (спільно зі студією «Пілот»)
116. 2006 — Мюнхаузен в Росії
117. 2006 — Повість врем'яних літ
118. 2006 — Пригоди реактивного порося. Пригода четверта. Як перечекати негоду
119. 2007 — Жаба-мандрівниця
120. 2007 — Нестерка 3. Як Нестерка горщики продавав
121. 2007 — Пригоди реактивного порося. Пригода п'ята. Як зробити відкриття
122. 2007 — Повість врем'яних літ 2
123. 2007 — Казки старого піаніно. Антоніо Вівальді
124. 2007 — Казки старого піаніно. Людвіг ван Бетховен
125. 2008 — Білоруські приказки
126. 2008 — Нестерка 4. Як Нестерка з кірмаша їхав
127. 2008 — Повість врем'яних літ
128. 2008 — Про дружбу, Шарика та літаючу тарілку
129. 2008 — Старовинна повість про життя, кохання та іншиі чудеса
130. 2009 — Жила-була остання мушка
131. 2009 — Якось раз під Новий Рік...
132. 2009 — Музична скринька
133. 2009 — Нестерка 5. Як Нестерка шукав обручку
134. 2009 — Птаха
135. 2009 — Казки старого піаніно. Вольфганг Амадей Моцарт
136. 2009 — Казки старого піаніно. Роберт Шуман. Листи
137. 2010 — Було літо...
138. 2010 — Як жаба навчилася квакати
139. 2010 — Лисиця та журавель
140. 2010 — Нестерка 6. Як Нестерка свою наречену шукав
141. 2010 — Повість врем'яних літ 4
142. 2010 — Райський сад
143. 2010 — Паперові візерунки (інша назва Аплікація)
144. 2011 — Дід
145. 2011 — Курочка Ряба
146. 2011 — Нестерка 7. Як Нестерка небилиці розповідав
147. 2011 — Про дівчинку Женю
148. 2011 — Рибка по імені Не можна
149. 2011 — Рибка по імені Не можна 2
150. 2011 — Казки старого піаніно. Джоаккіно Россіні. Записки гурмана
151. 2011 — Казки старого піаніно. І. С. Бах
152. 2011 — Казки старого піаніно. Сергій Прокоф'єв. четвертий апельсин
153. 2011 — Казки старого піаніно. Чайковський. Елегія
154. 2011 — Сороконіжка
155. 2012 — Білосніжка та Алоцвітик
156. 2012 — Музична скринька 2
157. 2012 — Вовк та Баран
158. 2012 — Нестерка 8. Як Нестерка щастя знайшов
159. 2012 — Пилипко
160. 2012 — Повість врем'яних літ 5
161. 2012 — Про дівчинку Женю 2
162. 2012 — Рибка по імені Не можна 3
163. 2012 — Казки старого піаніно. Джордж Гершвін
164. 2012 — Ясний сокіл
165. 2013 — Гусятница біля колодязя
166. 2013 — Мишка
167. 2013 — Пригоди Нестерка
168. 2013 — Про дівчинку Женю 3
169. 2013 — Рибка по імені Не можна 4
170. 2014 — Весна восени
171. 2014 — Дурна пані і «розумний» пан
172. 2014 — Ложка
173. 2014 — Пісня жайворонка
174. 2014 — Повість временних літ 6
175. 2014 — Повість временних літ 7
176. 2014 — Про вола
177. 2014 — Рондо-каприччиозо
178. 2014 — Рибка по імені Не можна 5
179. 2014 — Рибка по імені Не можна 6
180. 2014 — Казки старого піаніно. Шопен
181. 2014 — Казки старого піаніно. Штраус
182. 2014 — Хрюша